# عصب حرکتی چشمی
عصب حرکتی چشمی (به انگلیسی: Oculomotor nerve) زوج سوم از اعصاب مغزی که فقط حرکتی است. این عصب به بسیاری از عضلات چشم عصب دهی می‌کند. رشته‌های پاراسمپاتیکی جهت تنگ کردن مردمک نیز از طریق عصب سوم مغز انتقال می یابد. سومین عصب مغزی دو هسته در مغز میانی دارد:
- هسته حرکتی چشمی (هسته اکولوموتور) جهت عضلات چشم
- هسته ادینگر-وستفال جهت انقباض مردمک

## عملکرد

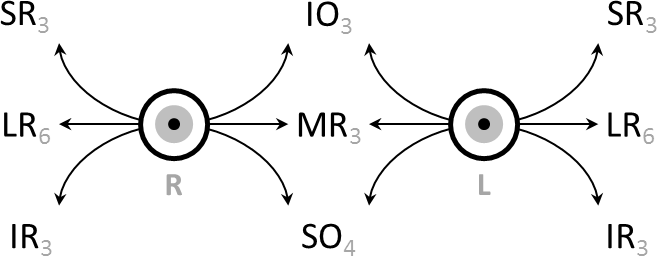
Schematic demonstrating the actions and cranial nerve innervation (in subscript) of extraocular muscles.

عضلاتی که توسط زوج سوم مغزی عصب دهی می‌شوند:
- SR: ماهیچه راست بالایی جهت حرکت کره چشم به بالا
- IR: ماهیچه راست پایینی جهت حرکت کره چشم به پایین
- MR: ماهیچه راست داخلی جهت حرکت کره چشم به داخل
- IO: ماهیچه مایل پایینی
- ماهیچه بالابرنده پلک بالا

تذکر: ماهیچه‌های زیر از این عصب نمی‌باشند:
- ماهیچه راست جانبی که از عصب دورکننده فرمان می‌گیرد.
- ماهیچه مایل بالایی که از عصب قرقره‌ای فرمان می‌گیرد.

## نگارخانه

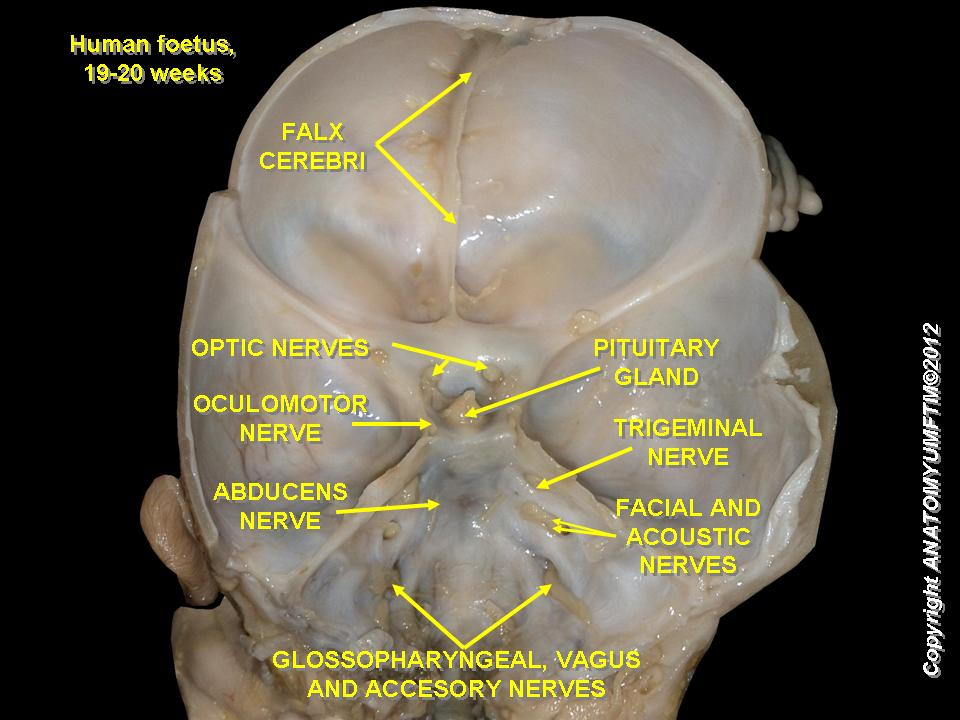
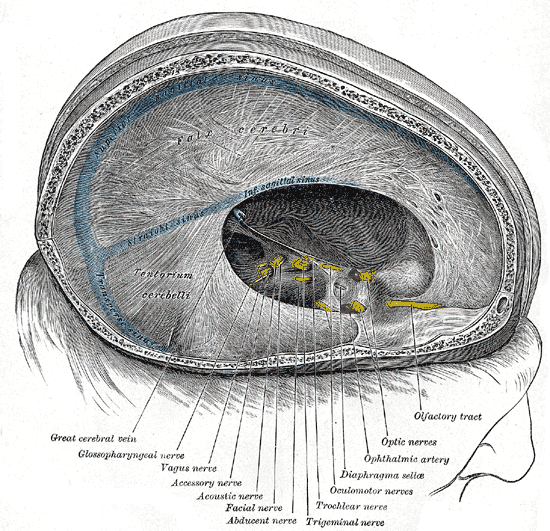
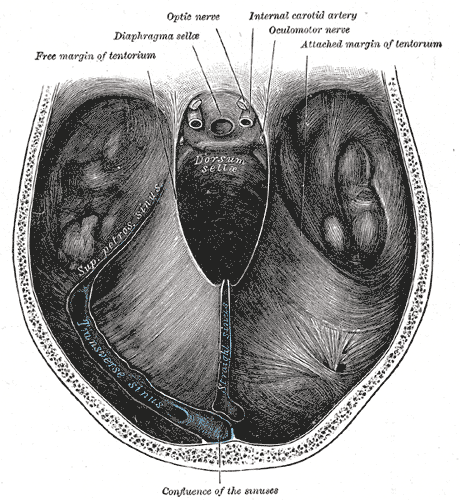
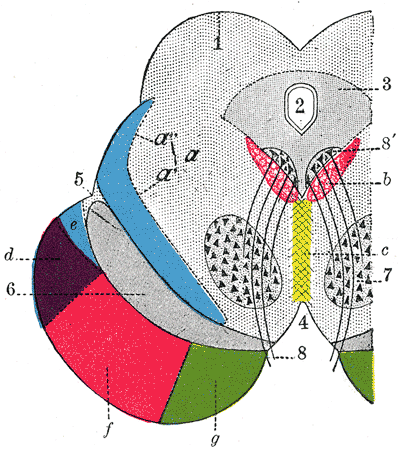
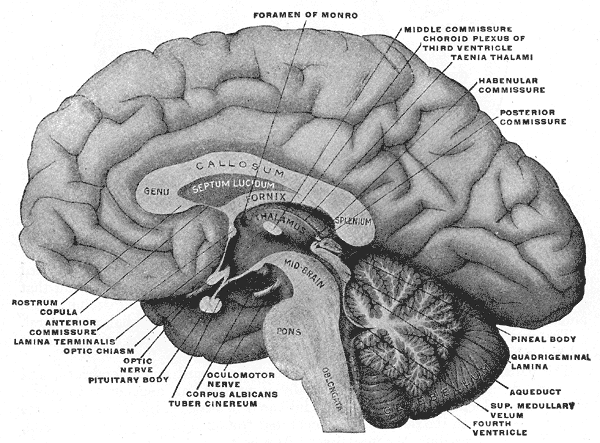
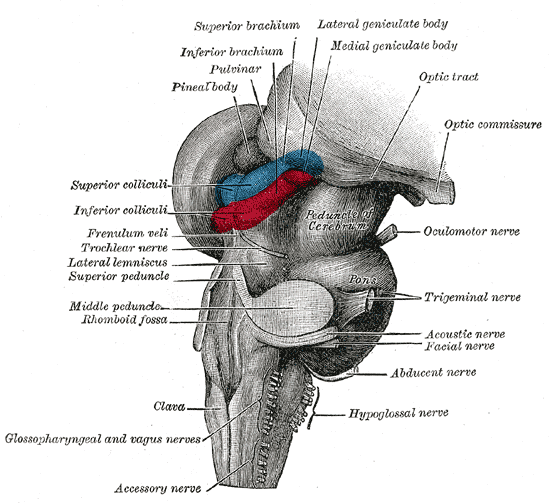
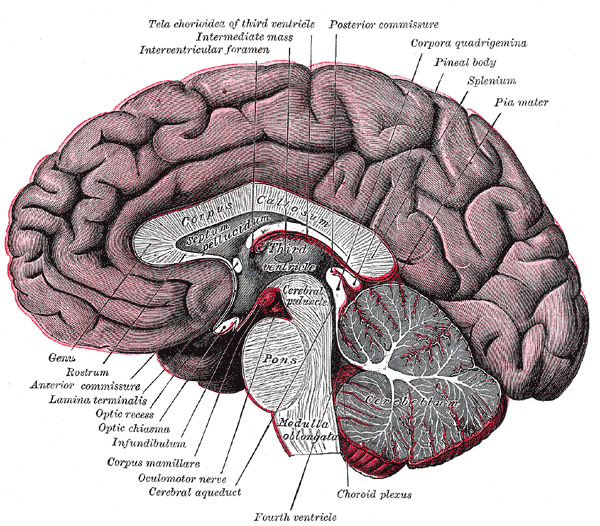
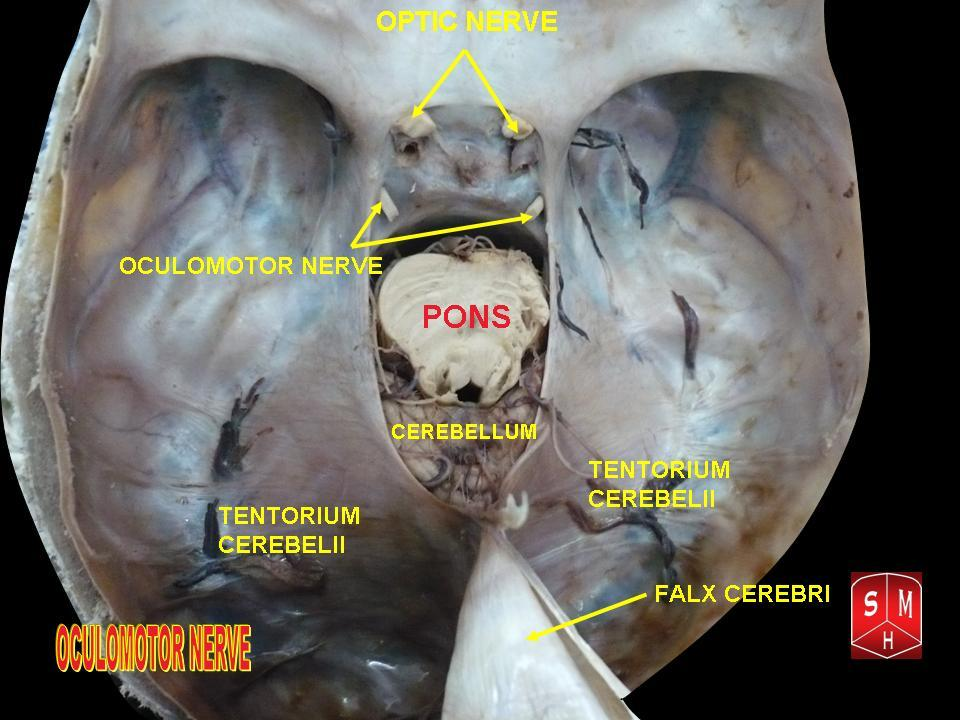
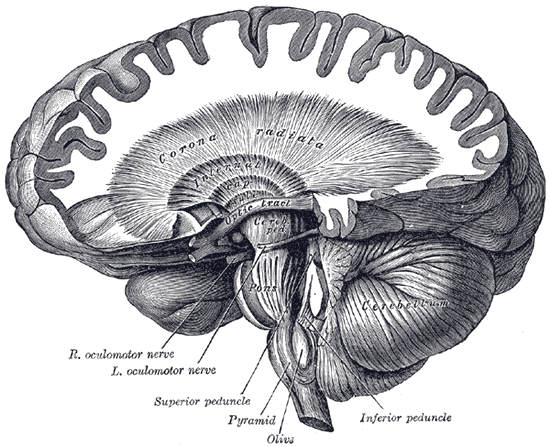
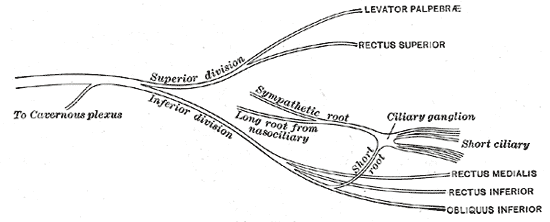
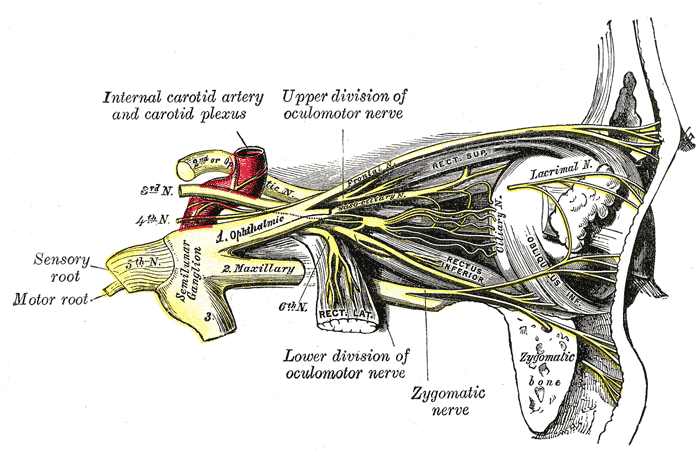
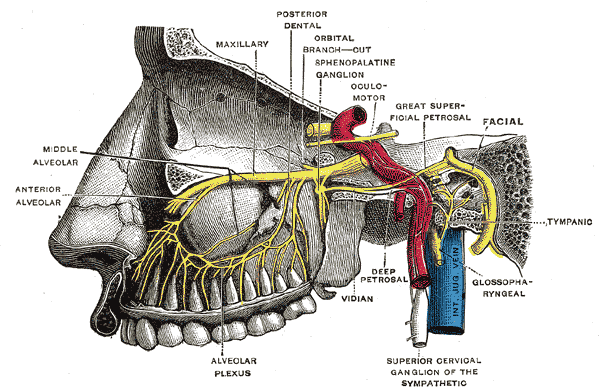
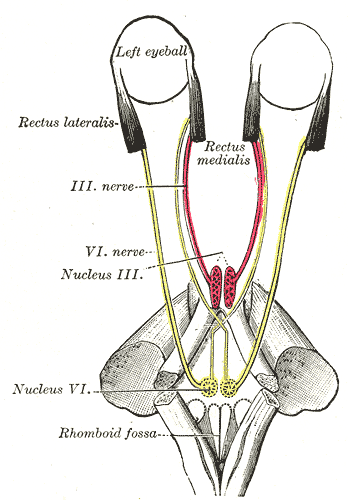
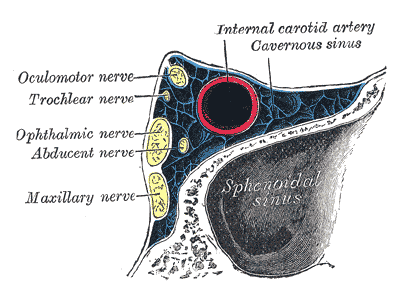
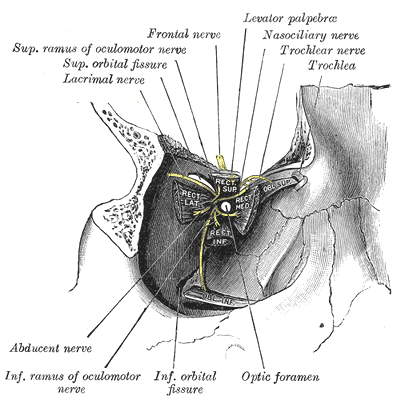
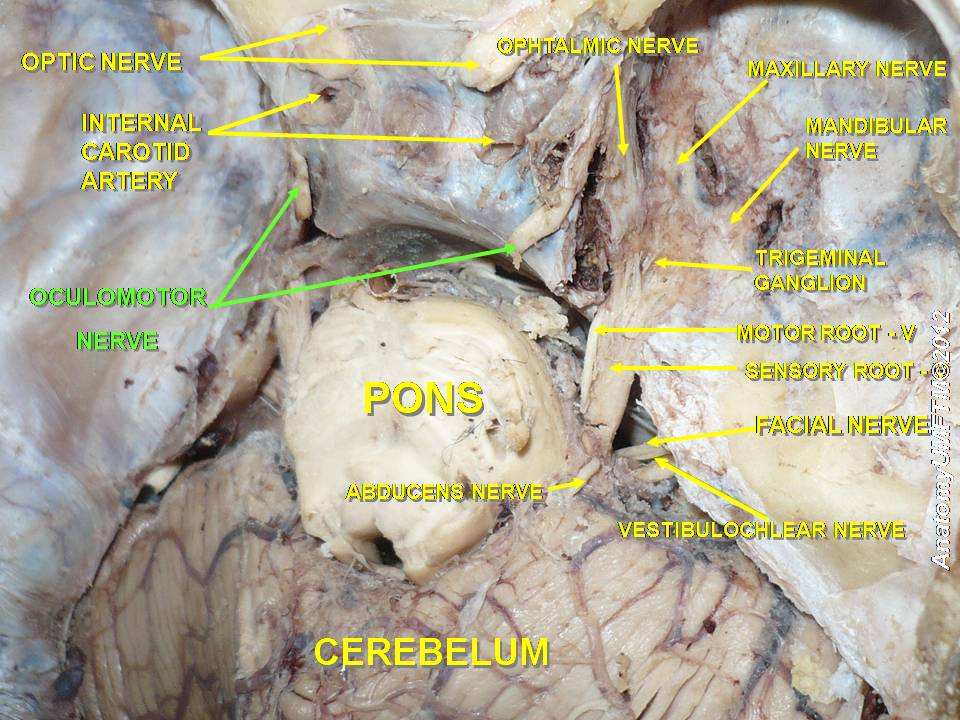